# Lagerduva
Lagerduva (Columba junoniae) är en duva som är endemisk för de västra Kanarieöarna.

## Utseende
Lagerduvan är en mörk duva jämnstor med ringduvan med en längd på 38–41 centimeter, men mer kortvingad än denna. Den är enfärgat purpurgråbrun med metallglans över huvudet och halsen som övergår i rosa på övre delen av ryggen.
I den något ostadiga och långsamma flykten syns förutom de korta vingarna att täckare och pennor är likfärgade, stjärtovansida och övergump kontrasterande ljusgrå och att stjärten har ett beige brett band längst ut. Lagerduvan skiljer sig från kanarieduvan som också finns i de yttre Kanarieöarna genom att sakna svarta band på stjärten och den genomgående mörkare fjäderdräkten, men ljusare än denna på övergump och stjärtbas.
Ungfågeln är lik adult men är mattare och mer varmbrun. 

## Läte
Sången består av ett trestavigt hoande som inleds med ett ljust morrande ljud. Den mellersta tonen är i falsett och den sista utdragen. Vid uppflog klatschar vingarna.

## Utbredning och biotop
Fågeln är endemisk för västra Kanarieöarna på öarna La Palma, La Gomera, Hierro och Teneriffa. Den har tidigare även förekommit på Gran Canaria. Lagerduvan påträffas i klippiga bergssluttningar i eller strax nedanför skogar med lager och trädljung, 200–500 meter över havet i nordsluttningar och 600–1 000 meter i sydsluttningar. Den förekommer även i tallskog och i odlade områden.

## Ekologi och beteende
Lagerduvan är en vaksam fågel som uppträder enstaka eller bara några få tillsammans. Den häckar på marken i branta, klippiga och skuggiga områden med riklig buskvegetation mellan januari och september men oftast mellan april och juni. Den lägger vanligtvis ett, ibland två ägg. På Teneriffa är häckningsframgången dålig till följd av predation.
Lagerduvan är vanligtvis stationär men kan röra sig från höglänta skogar till låglänta jordbruksområden på jakt efter frukt, säd, knoppar och blommor.

## Status och hot
Lagerduvan hotas av habitatförlust, predation av dess ägg från katt och svartråtta, illegal jakt och störningar från människan. Dessa hot i kombination med att den enbart häckar på fyra öar gjorde att internationella naturvårdsunionen IUCN länge kategoriserade den som starkt hotad. Studier har dock visat att den troligen vidgat sitt utbredningsområde och uppskattningar har visat på en större population än man tidigare trott. Sedan 2011 kategoriserar därför IUCN arten istället som nära hotad. Världspopulationen uppskattas till mellan 1.000 och 2.500 häckande par.

## Namn
Ernst Hartert som beskrev arten 1916 har gett den det vetenskapliga namnet junoniae efter La Palma och La Gomeras tidigare namn Junonia Mayor och Junonia Menor.